# 馮亮 (洪武進士)
冯亮，福建晉江人，明朝政治人物，同進士出身。
洪武二十年，福建丁卯鄉試中舉。洪武二十一年（1388年）聯捷戊辰科進士。